# 夏禮輔
夏禮輔（德語：Emil Krebs，1867年11月15日—1930年3月31日），德國外交官、漢學家，通曉68門語言，並學習了 100 門以上的語言。他是活躍在中國近代史上的德國外交翻譯家，在中國生活長達24年。

## 生平

### 少年
1867年11月15日，夏禮輔出生在德國西里西亞的弗賴堡（現波蘭希維博濟采）。後來在學校學習了多種語言。
1887年，他在布雷斯勞大學學習新教神學。1891年，他又在柏林大學大學學習了法學。後來致力於學習東方語言文化，特別是中文。
他學習了漢語、英語、法語、拉丁語、希伯來語、古希臘語、現代希臘語、意大利語、西班牙語、俄語、波蘭語 、阿拉伯語、土耳其語等。

### 在華
他成爲德國外交部翻譯官，並前往北京。曾任德意志帝國皇家北京公使館參贊。他來中國以後，還學習了蒙古語、滿語、藏語、亞美尼亞語、緬甸語、格魯吉亞語、日語、朝鮮語、波斯語、芬蘭語等等。

### 回德

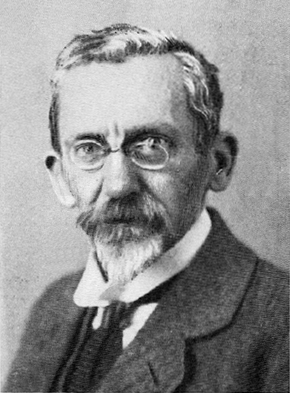
夏禮輔晚年肖像

他於1917年5月23日返回德國並在柏林生活。

### 離世
1930年3月，他在柏林自宅去世。

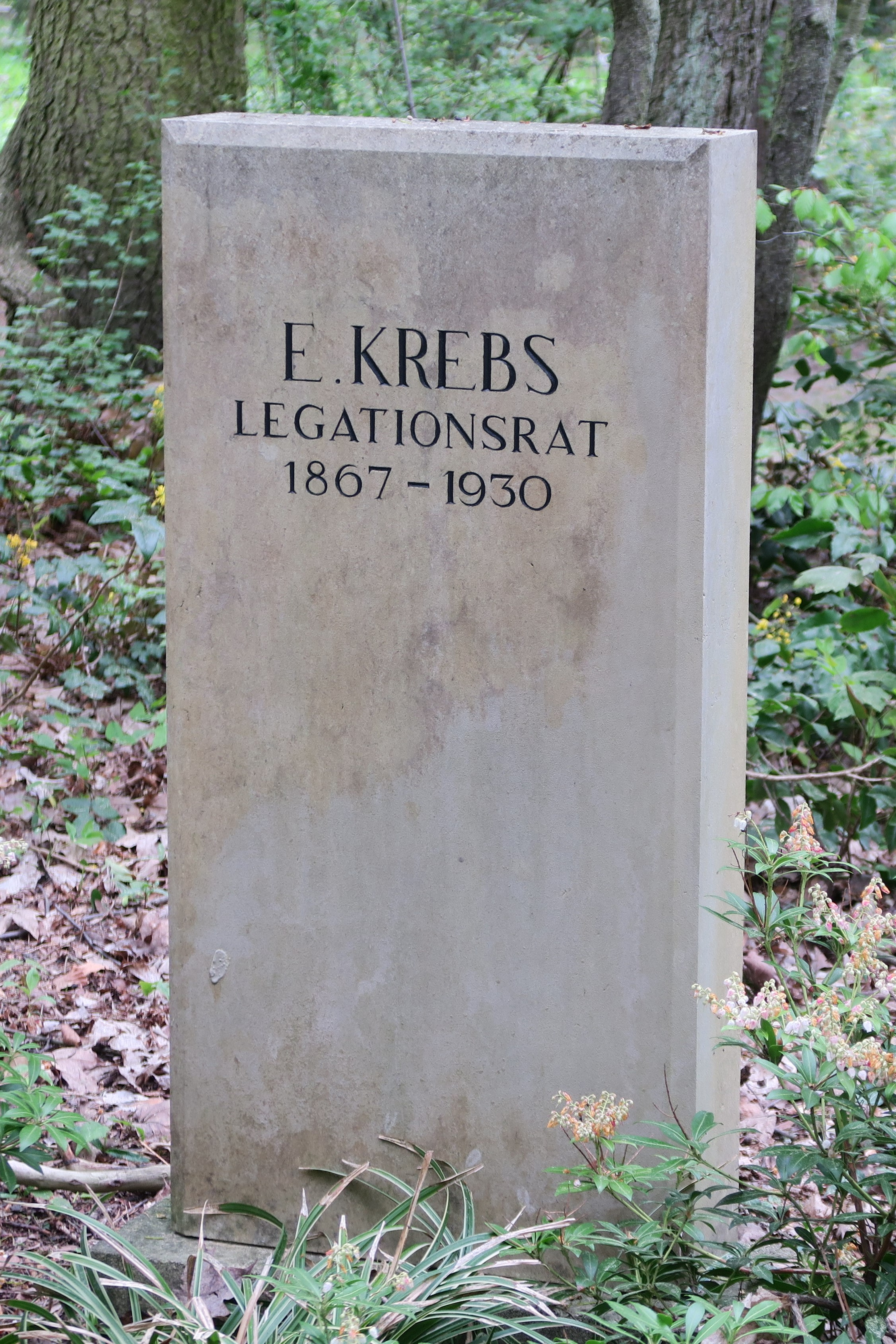
夏禮輔之墓

由於生前語言方面的天賦，他死後大腦保存在杜塞尔多夫大学。卡特琳·阿蒙茨等研究團隊認爲夏禮輔的特殊语言能力可能與他的大腦细胞結構特徵有關。

## 語言
在德國外交部，他被認可翻譯四十多種語言。他離世以前，通曉至少68門語言，並研究了超過100門語言。他的個人藏書留下了120門語言的5700多份材料。
1923年從他自筆的個人檔案中，他列出了他可以正確翻譯爲其母語——德語的語言如下：
- 歐洲：波希米亞語（捷克語）、保加利亞語、丹麥語、英語、芬蘭語、法語、現代希臘語、荷蘭語、意大利語、克羅地亞語、波蘭語、葡萄牙語、羅馬尼亞語、俄語、瑞典語、塞爾維亞語、西班牙語、土耳其語、匈牙利語、西亞美尼亞語；
- 亞洲等：阿拉伯語、漢語、印地語、日語、爪哇語、朝鮮語、馬來語、滿語、蒙語、東亞美尼亞語、波斯語、暹語（泰語）、藏語、烏爾都語。

他還提到他省略了拉丁語、古希臘語、古希伯來語等等不足以考慮的語言，以及一些他只有理論知識而沒有實用練習過的其他語言，並且他寫到如果他有詞典他能够翻譯阿爾巴尼亞語和格魯吉亞語。

他還研究過阿拉瓦克語、布里亞特語、古吉拉特语、吐火羅語、吠陀梵語等。

## 著作
他業餘時間，將記載了第一部中國影戲劇本的《燕影剧》（德語：Chinesische Schattenspiele）翻譯成德文，推動了德國對中國影戲的研究。

## 評價
- 惲毓鼎在其《澄齋日記》中提到稱「偕詣德使館拜辛公使，漢文參贊夏禮輔為譯人，足知其慎密矣。夏禮輔君在中國二十五年，操華語極熟。」

## 延伸閱讀
- 逃俘事 （页面存档备份，存于），史悠明（时任北京政府外交部僉事）会晤德國駐華使館參贊夏禮輔，民國5年（1916年）2月，台北中央研究院近代史研究所藏，收入數位典藏與數位學習聯合目錄。